# Come What(ever) May
Come What(ever) May è il secondo album in studio del gruppo musicale statunitense Stone Sour, pubblicato il 1º agosto 2006 dalla Roadrunner Records.

## Il disco
Anticipato dal singolo Through Glass, l'album presenta un suono più maturo e diverso rispetto all'album precedente. Dopo l'abbandono del gruppo da parte del batterista Joel Ekman, il posto vacante è stato occupato da Roy Mayorga, ex-batterista dei Soulfly e allora turnista dei Sepultura. Mayorga appare in tutti i brani dell'album, ad eccezione del brano d'apertura 30/30-150, in cui la batteria è suonata da Shannon Larkin, batterista dei Godsmack e in precedenza degli Amen.
L'album ha venduto 80 000 copie nella prima settimana di uscita e ha debuttato alla quarta posizione nella classifica statunitense degli album.

## Tracce

### Edizione standard
1. 30/30-150 – 4:18
2. Come What(ever) May – 3:39
3. Hell & Consequences – 3:31
4. sillyworld – 4:10
5. Made of Scars – 3:23
6. Reborn – 3:15
7. Your God – 4:44
8. Through Glass – 4:42
9. Socio – 3:20
10. 1st Person – 4:01
11. Cardiff – 4:41
12. Zzyzx Rd. – 5:25

Tracce bonus nella 10th Anniversary Edition
1. Through Glass (Live Acoustic) – 4:44
2. Wicked Game (Live Acoustic) – 4:25
3. Wild Horses (Live Acoustic) – 5:09
4. Cardiff (Acoustic) – 4:46
5. Zzyxx Rd. (Acoustic) – 5:15
6. Suffer – 3:42
7. Fruitcake – 4:00
8. Freeze Dry Seal – 2:43
9. The Day I Let Go – 5:05
10. The Frozen – 3:05

### Edizione speciale
CD
1. 30/30-150 – 4:18
2. Come What(ever) May – 3:39
3. Hell & Consequences – 3:31
4. sillyworld – 4:10
5. Made of Scars – 3:23
6. Reborn – 3:15
7. Your God – 4:44
8. Through Glass – 4:42
9. Socio – 3:20
10. 1st Person – 4:01
11. Cardiff – 4:41
12. Zzyzx Rd. – 5:25 – assente nell'edizione di iTunes[6]
13. Zzyzx Rd. (Pop Version) – 4:01
14. Suffer – 3:42
15. Fruitcake – 4:00
16. The Day I Let Go – 5:05
17. Freeze Dry Seal – 2:43
18. Wicked Game – 4:27 – originariamente interpretata da Chris Isaak
19. The Frozen – 3:04

DVD
- Live in Moscow, Russia - October 2006

1. 30/30-150 – 4:43
2. Orchids – 5:45
3. Take a Number – 4:26
4. Reborn – 4:36
5. Your God – 4:21
6. Inhale – 4:06
7. Come What(ever) May – 6:36
8. Bother – 5:17 (Corey Taylor)
9. Through Glass – 5:46
10. Blotter – 4:10
11. Hell & Consequences – 4:12
12. Get Inside – 4:47

- Videos

1. 30/30-150 – 4:26
2. Through Glass – 4:18
3. sillyworld – 3:57
4. Made of Scars – 3:46

## Formazione
Gruppo
- Corey Taylor – voce, chitarra aggiuntiva (tracce 4, 8 e 12)
- James Root – chitarra solista
- Josh Rand – chitarra ritmica
- Shawn Economaki – basso
- Roy Mayorga – batteria

Altri musicisti
- Shannon Larkin – batteria (traccia 1)
- Rami Jaffee – pianoforte (traccia 12)

Produzione
- Nick Raskulinecz – produzione, ingegneria del suono
- Mike Terry, Paul Fig – ingegneria del suono
- John Lousteau – ingegneria del suono secondaria
- Randy Staub – missaggio
- Rob Stefanson – assistenza al missaggio

## Classifiche
| Classifica (2006)          | Posizione massima |
| -------------------------- | ----------------- |
| Australia                  | 21                |
| Austria                    | 13                |
| Belgio (Fiandre)           | 34                |
| Belgio (Vallonia)          | 82                |
| Canada                     | 6                 |
| Finlandia                  | 21                |
| Francia                    | 56                |
| Germania                   | 18                |
| Italia                     | 48                |
| Nuova Zelanda              | 31                |
| Paesi Bassi                | 33                |
| Regno Unito                | 27                |
| Regno Unito (rock & metal) | 1                 |
| Scozia                     | 28                |
| Stati Uniti                | 4                 |
| Stati Uniti (digital)      | 10                |
| Stati Uniti (rock)         | 1                 |
| Stati Uniti (tastemaker)   | 3                 |
| Svezia                     | 30                |
| Svizzera                   | 25                |